# Pietat florentina
La Pietat florentina anomenada també Pietat Bandini, o Pietat del Duomo és una escultura en marbre realitzada per Miquel Àngel i conservada al Museu dell'Opera del Duomo (Florència).

## Història
L'escultura té una mesura de més de dos metres d'altura, i va ser començada cap a l'any 1557 i realitzada a Roma, on l'artista tenia la seva residència habitual des del 1530. Representa el cos de Crist sostingut per Nicodem, abraçat per la Verge Maria i a l'esquerra del grup Maria Magdalena. Al rostre de Nicodem l'artista va realitzar el seu propi autoretrat. En aquesta època ja Miquel Àngel estava molt influït pel seu profund pensament religiós, i aquest grup escultòric el realitzava amb el desig que fos col·locat a la seva sepultura a la Basílica de Santa Maria Major a Roma.
Però Miquel Àngel va vendre l'escultura a Francesco Bandini per dos-cents escuts, ja que va canviar el desig d'ésser enterrat a Roma pel de reposar a Florència. Així, l'escultura va ser col·locada a la vil·la romana de Francesco Bandini fins al seu trasllat a la Basílica de San Lorenzo de Florència per Cosme III de Mèdici el 1674, allà va estar fins que l'any 1722 va ser transferida a Santa Maria del Fiore i finalment des de 1970 és exposada al museu de la catedral.

## Anàlisi
A diferència de la serenitat que va representar a la seva primera representació de la Pietat del Vaticà, en aquesta demostra el seu estat anímic, presentant el dramatisme de la mort amb l'angoixa dels personatges. Els representa dintre d'una composició piramidal i el Crist es mostra com una figura "serpentinata" pròpia del manierisme. Tolnay ho ha interpretat al·legòricament:
| « | Una vegada més es patentitza el simbolisme dels costats: el dret, on es troba la Magdalena, és el de la Vida, i l'esquerre, on està Maria, és el de la Mort. Personificant a la divina Providència, Nicodem, com el sacerdot en unes esposalles, completa amb profunda emoció la reunió de la Mare i el Fill, tan desitjada per Maria, El dolor per la, mort ha estat superat: els personatges vius estan envaïts del mateix sentiment de beatitud que es llegeix en els serens traços de Crist mort. Els cossos individuals es fonen un en un altre, compenetrant-se íntimament com els sentiments dels personatges. Aquesta nova concepció de la Pietat és una demostració que Miquel Àngel s'ha reconciliat amb la idea de la mort, a la qual veu ara com la suprema alliberació de l'ànima." | » |

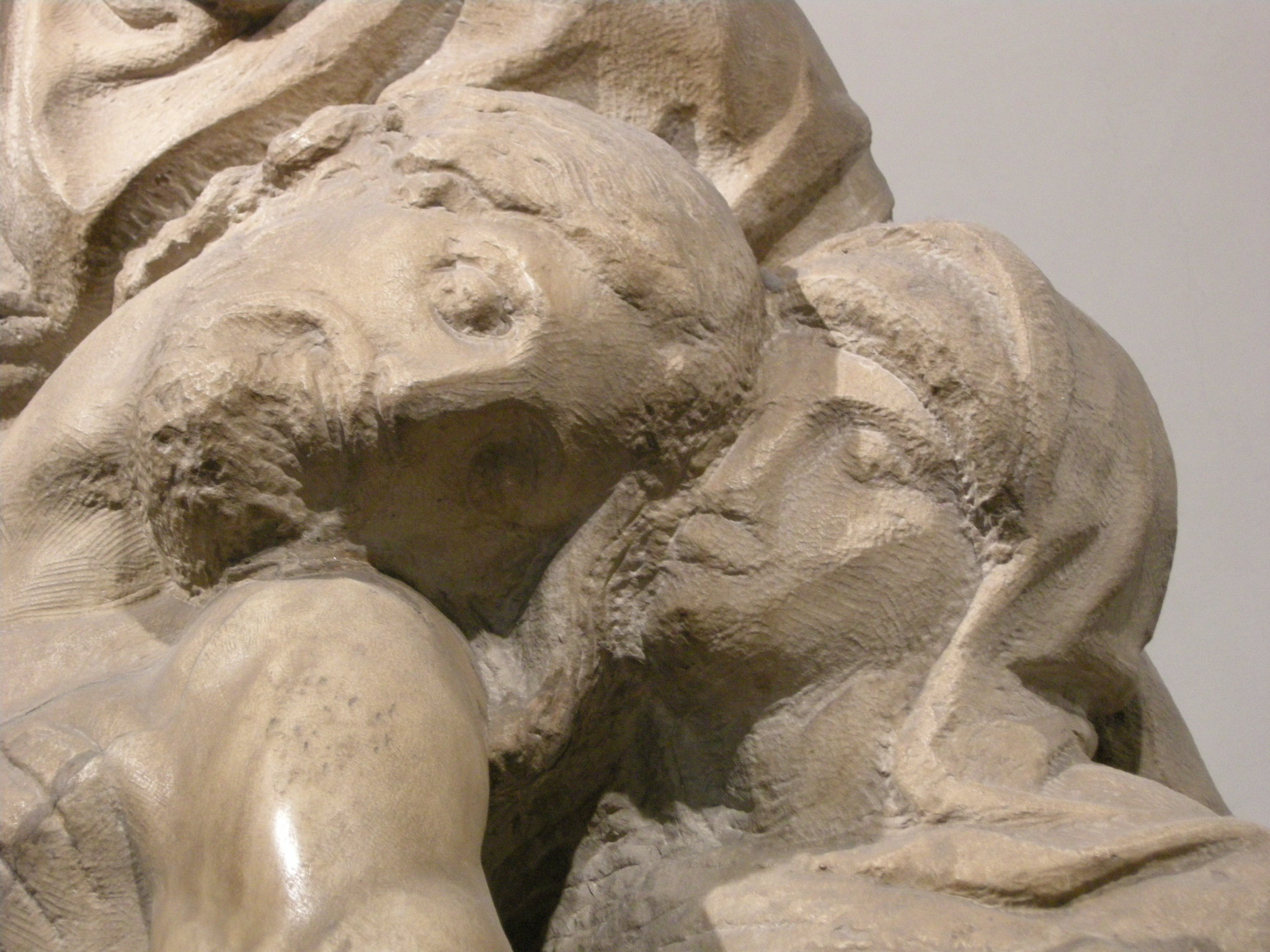
Detall de la Pietat

Miguel Àngel insatisfet per la seva obra, va començar a destruir-la sent pel seu criat, fins i tot actualment és possible veure algunes ruptures en el cos de Crist al braç i a la cama esquerra i als dits de la mà de la Verge. La figura de la Magdalena, a l'esquerra del grup, va ser acabada per Tiberio Calcagni, alumne i amic de Miquel Àngel, ressaltant de la resta del grup per la seva dimensió més petita.

Sobre la ruptura de l'escultura, Vasari va escriure:
| « | ...potser perquè la pedra era dura i plena d'esmeril i el cisell treia espurnes d'ella, o potser perquè la seva autocrítica severa, que mai estava content amb res del que feia... Tiberio Calcagni li va dir per què havia trencat la Pietat i perdut tots els seus meravellosos esforços. Miquel Ángel el va respondre que una de les raons era perquè el seu criat l'havia estat importunant amb els seus sermons diaris perquè l'acabés i una altra perquè s'havia trencat una peça del braç de la Madonna. I tot això, va dir, així com d'altres desgràcies, afegint el descobriment d'una esquerda al marbre, l'havien fet odiar l'obra, havia perdut la paciència i l'havia trencada. | » |

## Altres Pietats de Miquel Àngel

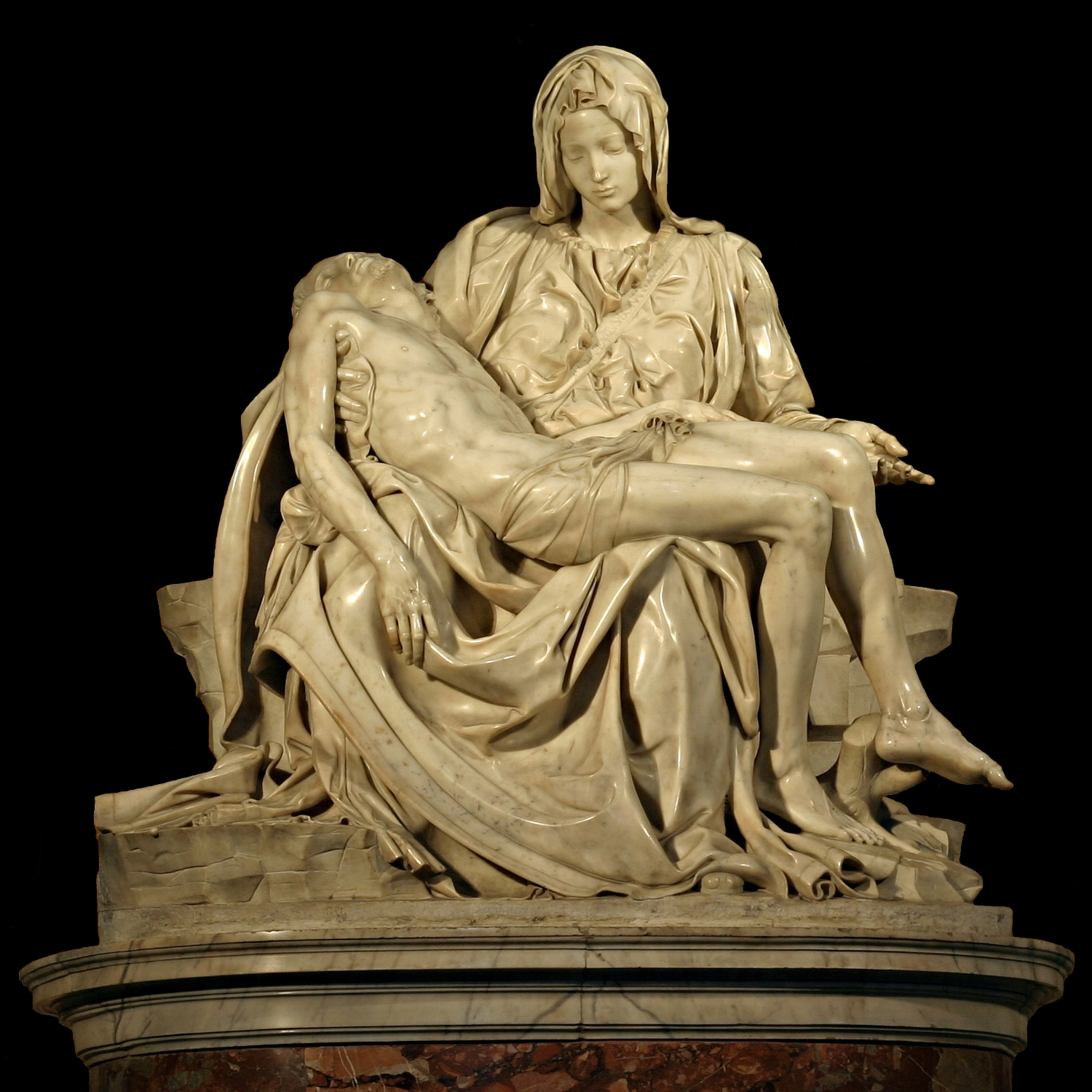
Pietat del Vaticà
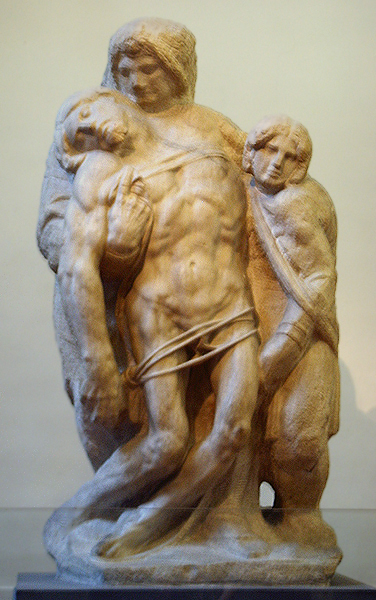
Pietat Palestrina
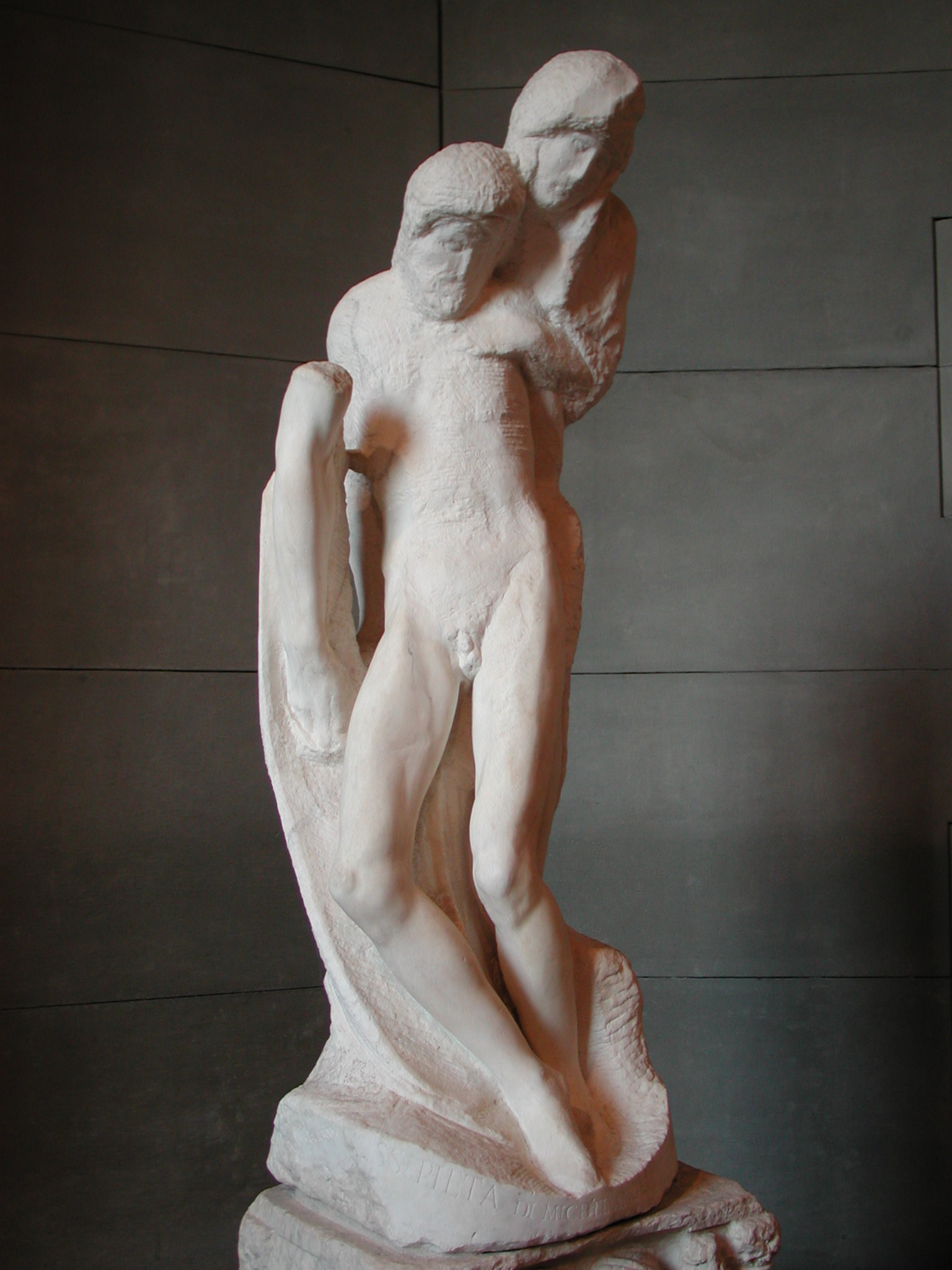
Pietat Rondanini